# Kaspa, fils de la brousse
Pour plus de détails, voir Fiche technique et Distribution.
Kaspa, fils de la brousse (King of the Jungle) est un film américain en noir et blanc réalisé par H. Bruce Humberstone et Max Marcin, sorti en 1933.

## Synopsis
Dans la jungle africaine, un enfant blanc est élevé par les animaux. Devenu adulte, il est capturé par un safari et est ramené aux États-Unis où il devient une attraction dans un cirque. Mais il s'évade.

## Fiche technique
- Titre : Kaspa, fils de la brousse
- Titre original : King of the Jungle
- Réalisateurs : H. Bruce Humberstone, Max Marcin
- Scénario : Max Marcin, Philip Wylie, Fred Niblo Jr. d'après l'histoire de Charles Thurley Stoneham The Lion's Way
- Musique : Herman Hand, Rudolph G. Kopp, John Leipold
- Directeur de la photographie : Ernest Haller
- Producteur : États-Unis
- Société de distribution : Paramount Pictures
- Pays de production :  États-Unis
- Langue d'origine : anglais
- Format : noir et blanc - 1,37:1 - son : Mono (Western Electric Noiseless Recording)
- Genre : Action, Aventure
- Durée : 73 min
- Dates de sortie :

- - États-Unis : 10 mars 1933
  - France : 26 mai 1933
  - Australie : 9 septembre 1933

## Distribution
- Buster Crabbe : Kaspa
- Frances Dee : Ann Rogers
- Sidney Toler : Neil Forbes
- Nydia Westman : Sue
- Robert Barrat : Joe Nolan
- Irving Pichel : Corey
- Douglass Dumbrille : Ed Peters
- Sam Baker : Gwana
- Patricia Farley : Kitty
- Ronnie Cosby : Kaspa jeune
- Tom London : Employé aux lions
- Mabel Stark (non créditée)